# Integral de Duhamel
No estudo das teorias de vibrações, a integral de Duhamel é uma maneira de calcular e modelar como sistemas lineares e estruturas respondem a perturbações externas dependentes do tempo.

## Introdução
A resposta de um sistema dinâmico causal, linear, amortecido viscosamente e com apenas um grau de liberdade a algum estímulo mecânico {\displaystyle p(t)} é governada pela seguinte equação diferencial ordinária de segunda ordem:
{\displaystyle m{{\text{d}}^{2}x(t) \over {\text{d}}t^{2}}+c{{\text{d}}x(t) \over {\text{d}}t}+kx(t)=p(t)}
em que m representa a massa, x o deslocamento, t representa o tempo, c representa o coeficiente de amortecimento viscoso e k representa a rigidez do sistema ou da estrutura. Em um sistema massa-mola, por exemplo, o termo k representa a constante elástica da mola, enquanto o termo c representa um agente externo dissipante de energia (uma força de atrito, por exemplo) proporcional à velocidade do sistema. Já em um sistema massa-mola-amotecedor, c representa o coeficiente de amortecimento da mola.
Se um sistema está inicialmente em sua posição de equilíbrio, em que ele recebe um pulso unitário no instante t=0, o estímulo mecânico  {\displaystyle p(t)} é a função Delta de Dirac, {\displaystyle \delta (t)}. Assim,
{\displaystyle {\dot {x}}(0)=\left.{\frac {dx}{dt}}\right|_{t=0}=0} . A partir desse fato, ao se resolver a equação diferencial encontra-se uma solução fundamental (conhecida como a função de resposta (ao) pulso unitário, ou resposta impulsiva),
{\displaystyle h(t)={\begin{cases}{\frac {1}{m\omega _{\text{d}}}}e^{-\varsigma \omega _{\text{n}}t}\operatorname {sen} \omega _{\text{d}}t,&t>0\\0,&t<0\end{cases}}}
em que {\displaystyle \varsigma ={\frac {c}{2{\sqrt {km}}}}} é o fator de amortecimento do sistema, {\displaystyle \omega _{\text{n}}={\sqrt {\frac {k}{m}}}} é a frequência angular natural de oscilação do sistema não-amortecido (o que ocorre quando não há a presença de forças dissipativas, ou seja, quando c = 0) e {\displaystyle \omega _{\text{d}}=\omega _{\text{n}}{\sqrt {1-\varsigma ^{2}}}} é a frequência angular do sistema quando estão presentes fatores de amortecimento (o que ocorre quando forças dissipativas, como a força de atrito, estão presentes). Nesse caso, c {\displaystyle \neq } 0. Se o impulso ocorre no instante t = {\displaystyle \tau }, em vez de ocorrer em t = 0, então {\displaystyle p(t)=\delta (t-\tau )} e a resposta ao impulso é:
{\displaystyle h(t-\tau )={\frac {1}{m\omega _{d}}}e^{-\varsigma \omega _{n}(t-\tau )}\sin[\omega _{d}(t-\tau )]}, {\displaystyle t\geq \tau }.

## Estímulo com sobreposição de impulsos
Considerando o estímulo variável no tempo  {\displaystyle p(t)} como uma sobreposição de uma série de impulsos, têm-se que
{\displaystyle p(t)\approx \sum _{\tau <t}{p(\tau )\cdot \Delta \tau \cdot \delta }(t-\tau )}
Como está sendo considerado um sistema linear, a resposta resultante a todos os impulsos pode ser vista como a superposição de uma série de impulsos-resposta,
{\displaystyle x(t)\approx \sum _{\tau <t}{p(\tau )\cdot \Delta \tau \cdot h}(t-\tau )}
Tomando {\displaystyle \Delta \tau \to 0} e substituindo a notação de somatório pela integração, pode-se escrever validamente a seguinte equação:
{\displaystyle x(t)=\int _{0}^{t}{p(\tau )h(t-\tau )d\tau }}
Substituindo a expressão {\displaystyle h(t-\tau )} na equação acima é encontrada a expressão geral da Integral de Duhamel:
{\displaystyle x(t)={\frac {1}{m\omega _{d}}}\int _{0}^{t}{p(\tau )e^{-\varsigma \omega _{n}(t-\tau )}\sin[\omega _{d}(t-\tau )]d\tau }}

## Proposição
A equação de equilíbrio dinâmico abaixo, para um sistema amortecido viscosamente e com um grau de liberdade, é uma equação homogênea quando  {\displaystyle p(t)} = 0:
{\displaystyle {\frac {d^{2}x(t)}{dt^{2}}}+{\bar {c}}{\frac {dx(t)}{dt}}+{\bar {k}}x(t)=0}. Aqui, todos os termos da equação foram divididos pela massa m, isto é, {\displaystyle {\bar {c}}={\frac {c}{m}},{\bar {k}}={\frac {k}{m}}}.
De fato, a solução dessa equação é
{\displaystyle x_{h}(t)=C_{1}\cdot e^{-{\frac {1}{2}}({\bar {c}}+{\sqrt {{\bar {c}}^{2}-4\cdot {\bar {k}}}})t}+C_{2}\cdot e^{{\frac {1}{2}}(-{\bar {c}}+{\sqrt {{\bar {c}}^{2}-4\cdot {\bar {k}}}})t}}
A substituição {\displaystyle A={\frac {1}{2}}({\bar {c}}-{\sqrt {{\bar {c}}^{2}-4{\bar {k}}}}),\;B={\frac {1}{2}}({\bar {c}}+{\sqrt {{\bar {c}}^{2}-4{\bar {k}}}}),\;P={\sqrt {{\bar {c}}^{2}-4{\bar {k}}}},\;P=B-A} leva a
{\displaystyle x_{h}(t)=C_{1}e^{-B\cdot t}\;+\;C_{2}e^{-A\cdot t}}
Uma solução particular para a equação não-homogênea {\displaystyle {\frac {d^{2}x(t)}{dt^{2}}}+{\bar {c}}{\frac {dx(t)}{dt}}+{\bar {k}}x(t)={\bar {p(t)}}}, onde {\displaystyle {\bar {p(t)}}={\frac {p(t)}{m}}}, pode ser obtida utilizando o método Lagrangeano de encontrar soluções particulares para equações diferenciais ordinárias não-homogêneas.
A solução tem a forma
{\displaystyle x_{p}(t)={\frac {\int {{\bar {p(t)}}\cdot e^{At}dt}\cdot e^{-At}-\int {{\bar {p(t)}}\cdot e^{Bt}dt}\cdot e^{-Bt}}{P}}}
Substituindo: {\displaystyle \int {{\bar {p(t)}}\cdot e^{At}dt}|_{t=z}=Q_{z},\int {{\bar {p(t)}}\cdot e^{Bt}dt}|_{t=z}=R_{z}}, onde {\displaystyle \int {x(t)dt}|_{t=z}} é a antiderivada de  {\displaystyle x(t)} em t = z. Assim,
{\displaystyle x_{p}(t)={\frac {Q_{t}\cdot e^{-At}-R_{t}\cdot e^{-Bt}}{P}}}
Finalmente, a solução geral da equação não-homogênea acima é dada por:
{\displaystyle x(t)=x_{h}(t)+x_{p}(t)=C_{1}\cdot e^{-Bt}+C_{2}\cdot e^{-At}+{\frac {Q_{t}\cdot e^{-At}-R_{t}\cdot e^{-Bt}}{P}}}
com derivada temporal:
{\displaystyle {\frac {dx}{dt}}=-Ae^{-At}\cdot C_{2}-Be^{-Bt}\cdot C_{1}+{\frac {1}{P}}[{\dot {Q_{t}}}\cdot e^{-At}-AQ_{t}\cdot e^{-At}-{\dot {R_{t}}}\cdot e^{-Bt}+BR_{t}\cdot e^{-Bt}]}, onde {\displaystyle {\dot {Q_{t}}}=p(t)\cdot e^{At},{\dot {R_{t}}}=p(t)\cdot e^{Bt}}
De forma a encontrar as constantes desconhecidas {\displaystyle C_{1},C_{2}}, as condições iniciais em t = 0 serão aplicadas:
{\displaystyle x(t)|_{t=0}=0:C_{1}+C_{2}+{\frac {Q_{0}\cdot 1-R_{0}\cdot 1}{P}}=0\Rightarrow C_{1}+C_{2}={\frac {R_{0}-Q_{0}}{P}}}
{\displaystyle \left.{\frac {dx}{dt}}\right|_{t=0}=0:-A\cdot C_{2}-B\cdot C_{1}+{\frac {1}{P}}\cdot [-A\cdot Q_{0}+B\cdot R_{0}]=0\Rightarrow A\cdot C_{2}+B\cdot C_{1}={\frac {1}{P}}\cdot [B\cdot R_{0}-A\cdot Q_{0}]}
Reunindo as equações das condições iniciais, o seguinte sistema é obtido:
{\displaystyle \left.{\begin{alignedat}{5}C_{1}&&\;+&&\;C_{2}&&\;=&&\;{\frac {R_{0}-Q_{0}}{P}}&\\B\cdot C_{1}&&\;+&&\;A\cdot C_{2}&&\;=&&\;{\frac {1}{P}}\cdot [B\cdot R_{0}-A\cdot Q_{0}]\end{alignedat}}\right|{\begin{alignedat}{5}C_{1}&&\;=&&\;{\frac {R_{0}}{P}}&\\C_{2}&&\;=&&\;-{\frac {Q_{0}}{P}}\end{alignedat}}}
Substituindo novamente as constantes {\displaystyle C_{1}} e {\displaystyle C_{2}} na expressão de {\displaystyle x(t)}, tem-se que
{\displaystyle x(t)={\frac {Q_{t}-Q_{0}}{P}}\cdot e^{-A\cdot t}-{\frac {R_{t}-R_{0}}{P}}\cdot e^{-B\cdot t}}
Agora trocando as diferenças entre as antiderivadas nos instantes t = 0 e t = t, {\displaystyle Q_{t}-Q_{0}} e {\displaystyle R_{t}-R_{0}} , por integrais definidas (e utilizando outra variável, {\displaystyle \tau }) é encontrada a solução geral para o caso com condições iniciais iguais a zero,
{\displaystyle x(t)={\frac {1}{P}}\cdot [\int _{0}^{t}{{\bar {p(\tau )}}\cdot e^{A\tau }d\tau }\cdot e^{-At}-\int _{0}^{t}{{\bar {p(\tau )}}\cdot e^{B\tau }d\tau }\cdot e^{-Bt}]}
Finalmente, substituindo {\displaystyle c=2\xi \omega m,\;k=\omega ^{2}m} e suas variantes divididas pela massa m, {\displaystyle {\bar {c}}=2\xi \omega ,{\bar {k}}=\omega ^{2}}, onde {\displaystyle \xi <1}, obtém-se
{\displaystyle P=2\omega _{D}i,\;A=\xi \omega -\omega _{D}i,\;B=\xi \omega +\omega _{D}i}, onde {\displaystyle \omega _{D}=\omega \cdot {\sqrt {1-\xi ^{2}}}} e '{\displaystyle i}' é a unidade imaginária.
Substituindo essas expressões na solução geral da equação encontrada acima, com condições iniciais iguais a zero, e utilizando a fórmula de Euler, os termos imaginários são cancelados e pode-se escrever a Integral de Duhamel em sua forma final:
{\displaystyle x(t)={\frac {1}{\omega _{D}}}\int _{0}^{t}{{\bar {p(\tau )}}e^{-\xi \omega (t-\tau )}sin(\omega _{D}(t-\tau ))d\tau }}